# Nati nel 1245
| Questa pagina contiene informazioni ricavate automaticamente dalle voci biografiche con l'ausilio del template Bio e di un bot. L'aggiornamento è periodico e automatico e ricostruisce completamente la pagina. Se manca una persona in questa lista, sei pregato di non aggiungerla, ma accertati piuttosto che la sua voce biografica contenga il template Bio e che i dati anagrafici siano correttamente compilati. Se il template Bio manca, inseriscilo tu stesso o, in alternativa, metti l'avviso {{tmp\|Bio}} che ne segnala la mancanza. Se i dati riportati sono sbagliati, correggi direttamente la voce biografica; le modifiche saranno visibili in questa lista entro pochi giorni. Per chiarimenti vedi il progetto biografie. La lista contiene solo le 10 persone che sono citate nell'enciclopedia e per le quali è stato implementato correttamente il template Bio. Pagina aggiornata al 2 ago 2025. |

- 16 gennaio - Edmondo Plantageneto, I conte di Lancaster, conte inglese († 1296)
- 30 aprile - Filippo III di Francia, re francese († 1285)
- 19 settembre - William de Vesci, nobile inglese († 1297)
- Bernardo I di Werle, principe († 1286)
- Cunegonda di Slavonia, regina († 1285)
- Lamba Doria, ammiraglio italiano († 1323)
- Ma Duanlin, scrittore e enciclopedista cinese († 1322)
- Giovanni I di Werle, principe († 1283)
- Nicola da Tolentino, presbitero e santo italiano († 1305)
- Yab-Alaha III, vescovo cristiano orientale siro († 1317)